# Grand-Charmont
 (mai 2021).
Pour les articles homonymes, voir Charmont.
Grand-Charmont est une commune française située dans le département du Doubs, la région culturelle et historique de Franche-Comté et la région administrative Bourgogne-Franche-Comté.
Ses habitants sont appelés les Charmontais.

## Géographie
Grand-Charmont est une ville de l'est de la France faisant partie de l'agglomération de Montbéliard. Elle constitue une commune de la périphérie nord de la ville.

### Climat
Pour des articles plus généraux, voir Climat de la Bourgogne-Franche-Comté et Climat du Doubs.
En 2010, le climat de la commune est de type climat de montagne, selon une étude du Centre national de la recherche scientifique s'appuyant sur une série de données couvrant la période 1971-2000. En 2020, Météo-France publie une typologie des climats de la France métropolitaine dans laquelle la commune est exposée à un climat semi-continental et est dans la région climatique  Vosges, caractérisée par une pluviométrie très élevée (1 500 à 2 000 mm/an) en toutes saisons et un hiver rude (moins de 1 °C). 
Pour la période 1971-2000, la température annuelle moyenne est de 9,8 °C, avec une amplitude thermique annuelle de 17,4 °C. Le cumul annuel moyen de précipitations est de 1 235 mm, avec 12,4 jours de précipitations en janvier et 10,5 jours en juillet. Pour la période 1991-2020, la température moyenne annuelle observée sur la station météorologique de Météo-France la plus proche, « Dorans », sur la commune de Dorans à 7 km à vol d'oiseau, est de 10,9 °C et le cumul annuel moyen de précipitations est de 974,0 mm. 
La température maximale relevée sur cette station est de 38,1 °C, atteinte le 24 juillet 2019 ; la température minimale est de −16 °C, atteinte le 20 décembre 2009,,. 
| Mois                                  | jan.          | fév.           | mars          | avril         | mai           | juin         | jui.          | août          | sep.          | oct.          | nov.          | déc.          | année     |
| ------------------------------------- | ------------- | -------------- | ------------- | ------------- | ------------- | ------------ | ------------- | ------------- | ------------- | ------------- | ------------- | ------------- | --------- |
| Température minimale moyenne (°C)     | −0,2          | −0,3           | 2,3           | 5,5           | 8,7           | 12,6         | 14,4          | 14,1          | 10,7          | 7,1           | 3,6           | 0,6           | 6,6       |
| Température moyenne (°C)              | 2,2           | 2,9            | 6,8           | 10,8          | 13,8          | 18           | 20,1          | 19,7          | 15,9          | 11,1          | 6,6           | 3,3           | 10,9      |
| Température maximale moyenne (°C)     | 4,6           | 6,2            | 11,3          | 16,1          | 19            | 23,4         | 25,8          | 25,4          | 21,2          | 15,2          | 9,6           | 6,1           | 15,3      |
| Record de froid (°C) date du record   | −11 07.01.17  | −13,8 05.02.12 | −7,5 01.03.18 | −3,7 06.04.21 | −1,3 06.05.19 | 5,2 21.06.10 | 7,2 03.07.11  | 6,4 30.08.09  | 2,8 20.09.12  | −3,7 29.10.12 | −8,7 30.11.10 | −16 20.12.09  | −16 2009  |
| Record de chaleur (°C) date du record | 18,4 01.01.23 | 21,4 24.02.21  | 25,2 31.03.21 | 27,7 21.04.18 | 32 25.05.09   | 35 19.06.22  | 38,1 24.07.19 | 37,8 07.08.15 | 33,4 11.09.23 | 29,5 02.10.23 | 23,1 07.11.15 | 16,8 24.12.13 | 38,1 2019 |
| Précipitations (mm)                   | 94,5          | 71             | 66,1          | 66,3          | 97,8          | 82,5         | 70,3          | 87,1          | 60,1          | 79,4          | 84,1          | 114,8         | 974       |

| Diagramme climatique                                  |           |             |             |           |              |              |              |              |             |            |             |
| J                                                     | F         | M           | A           | M         | J            | J            | A            | S            | O           | N          | D           |
| 4,6−0,294,5                                           | 6,2−0,371 | 11,32,366,1 | 16,15,566,3 | 198,797,8 | 23,412,682,5 | 25,814,470,3 | 25,414,187,1 | 21,210,760,1 | 15,27,179,4 | 9,63,684,1 | 6,10,6114,8 |
| Moyennes : • Temp. maxi et mini °C • Précipitation mm |           |             |             |           |              |              |              |              |             |            |             |

Les paramètres climatiques de la commune ont été estimés pour le milieu du siècle (2041-2070) selon différents scénarios d'émission de gaz à effet de serre à partir des nouvelles projections climatiques de référence DRIAS-2020. Ils sont consultables sur un site dédié publié par Météo-France en novembre 2022.

## Urbanisme

### Typologie
Au 1er janvier 2024, Grand-Charmont est catégorisée grand centre urbain, selon la nouvelle grille communale de densité à 7 niveaux définie par l'Insee en 2022.
Elle appartient à l'unité urbaine de Montbéliard, une agglomération inter-départementale dont elle est une commune de la banlieue,. Par ailleurs, la commune fait partie de l'aire d'attraction de Montbéliard, dont elle est une commune du pôle principal,. Cette aire, qui regroupe 137 communes, est catégorisée dans les aires de 50 000 à moins de 200 000 habitants,.

### Occupation des sols
L'occupation des sols de la commune, telle qu'elle ressort de la base de données européenne d’occupation biophysique des sols Corine Land Cover (CLC), est marquée par l'importance des territoires artificialisés (46,1 % en 2018), en augmentation par rapport à 1990 (38,9 %). La répartition détaillée en 2018 est la suivante : 
zones urbanisées (42,7 %), forêts (35,7 %), terres arables (14,1 %), zones agricoles hétérogènes (4,1 %), espaces verts artificialisés, non agricoles (3,4 %). L'évolution de l’occupation des sols de la commune et de ses infrastructures peut être observée sur les différentes représentations cartographiques du territoire : la carte de Cassini (XVIIIe siècle), la carte d'état-major (1820-1866) et les cartes ou photos aériennes de l'IGN pour la période actuelle (1950 à aujourd'hui).

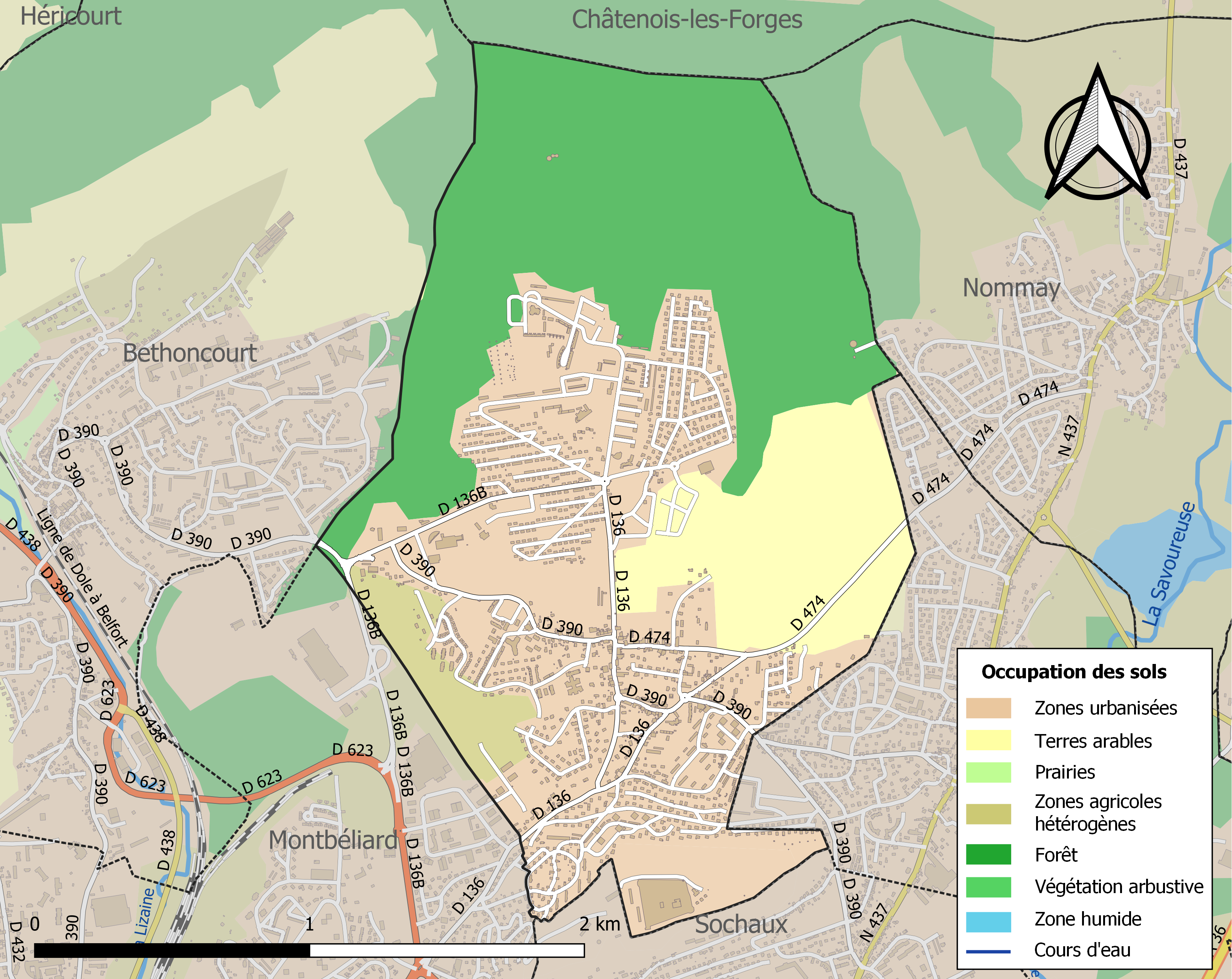
Carte des infrastructures et de l'occupation des sols de la commune en 2018 (CLC).

## Toponymie
Calmonte en 1182, 1189, 1196 ; Charmont en 1319 ; Grand-Charmont en 1549 ; Grand Carmont en 1616 ; Grand-Charmont depuis le XVIIe siècle.

## Population et société

### Démographie
L'évolution du nombre d'habitants est connue à travers les recensements de la population effectués dans la commune depuis 1793. Pour les communes de moins de 10 000 habitants, une enquête de recensement portant sur toute la population est réalisée tous les cinq ans, les populations de référence des années intermédiaires étant quant à elles estimées par interpolation ou extrapolation. Pour la commune, le premier recensement exhaustif entrant dans le cadre du nouveau dispositif a été réalisé en 2007.

En 2022, la commune comptait 5 865 habitants, en évolution de +3,97 % par rapport à 2016 (Doubs : +1,88 %, France hors Mayotte : +2,11 %).
| 1793 | 1800 | 1806 | 1821 | 1831 | 1836 | 1841 | 1846 | 1851 |
| ---- | ---- | ---- | ---- | ---- | ---- | ---- | ---- | ---- |
| 182  | 206  | 253  | 287  | 321  | 323  | 326  | 293  | 300  |

| 1856 | 1861 | 1866 | 1872 | 1876 | 1881 | 1886 | 1891 | 1896 |
| ---- | ---- | ---- | ---- | ---- | ---- | ---- | ---- | ---- |
| 298  | 325  | 363  | 403  | 482  | 631  | 553  | 591  | 674  |

| 1901 | 1906 | 1911 | 1921 | 1926 | 1931 | 1936 | 1946 | 1954  |
| ---- | ---- | ---- | ---- | ---- | ---- | ---- | ---- | ----- |
| 675  | 547  | 534  | 432  | 433  | 462  | 823  | 890  | 1 647 |

| 1962  | 1968  | 1975  | 1982  | 1990  | 1999  | 2006  | 2007  | 2012  |
| ----- | ----- | ----- | ----- | ----- | ----- | ----- | ----- | ----- |
| 5 482 | 7 201 | 7 922 | 7 139 | 5 605 | 5 104 | 4 881 | 4 850 | 5 319 |

| 2017  | 2022  | - | - | - | - | - | - | - |
| ----- | ----- | - | - | - | - | - | - | - |
| 5 699 | 5 865 | - | - | - | - | - | - | - |

### Enseignement
Grand-Charmont comprenait un lycée professionnel, La Pierre-Martin, fermé en 2007 et qui est devenu un centre AFPA qui acquis le terrain du lycée.
La ville comprenait également un collège, Gustave-Courbet, fermé en 2010.
La ville compte également trois écoles, l'école élémentaire du Fort-Lachaux, située sur les hauteurs de la ville, l'école et la maternelle Frédéric-Bataille, située près du centre-ville, et l'école D. Jeanney et la maternelle Curie, située dans le quartier des Fougères.

L'hôpital le plus proche est l'hôpital Nord Franche-Comté situé à Trévenans, dans le Territoire de Belfort (département voisin), entre Belfort et Montbéliard,.

## Culture locale et patrimoine

### Lieux et monuments

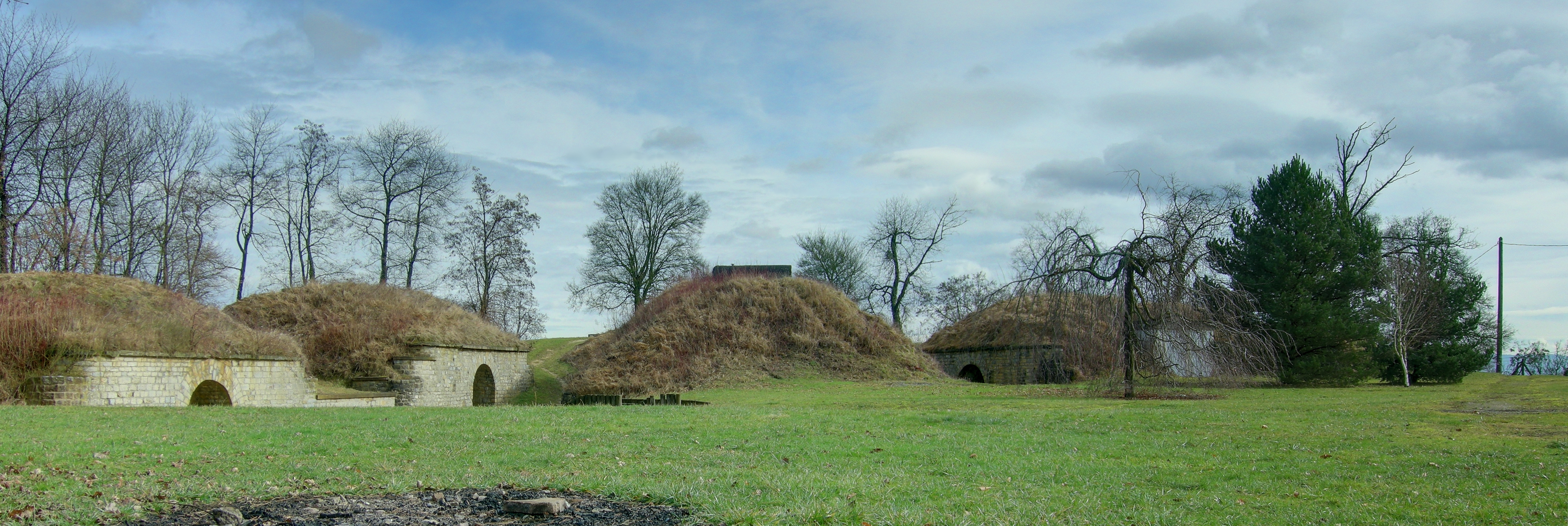
Fort Lachaux.
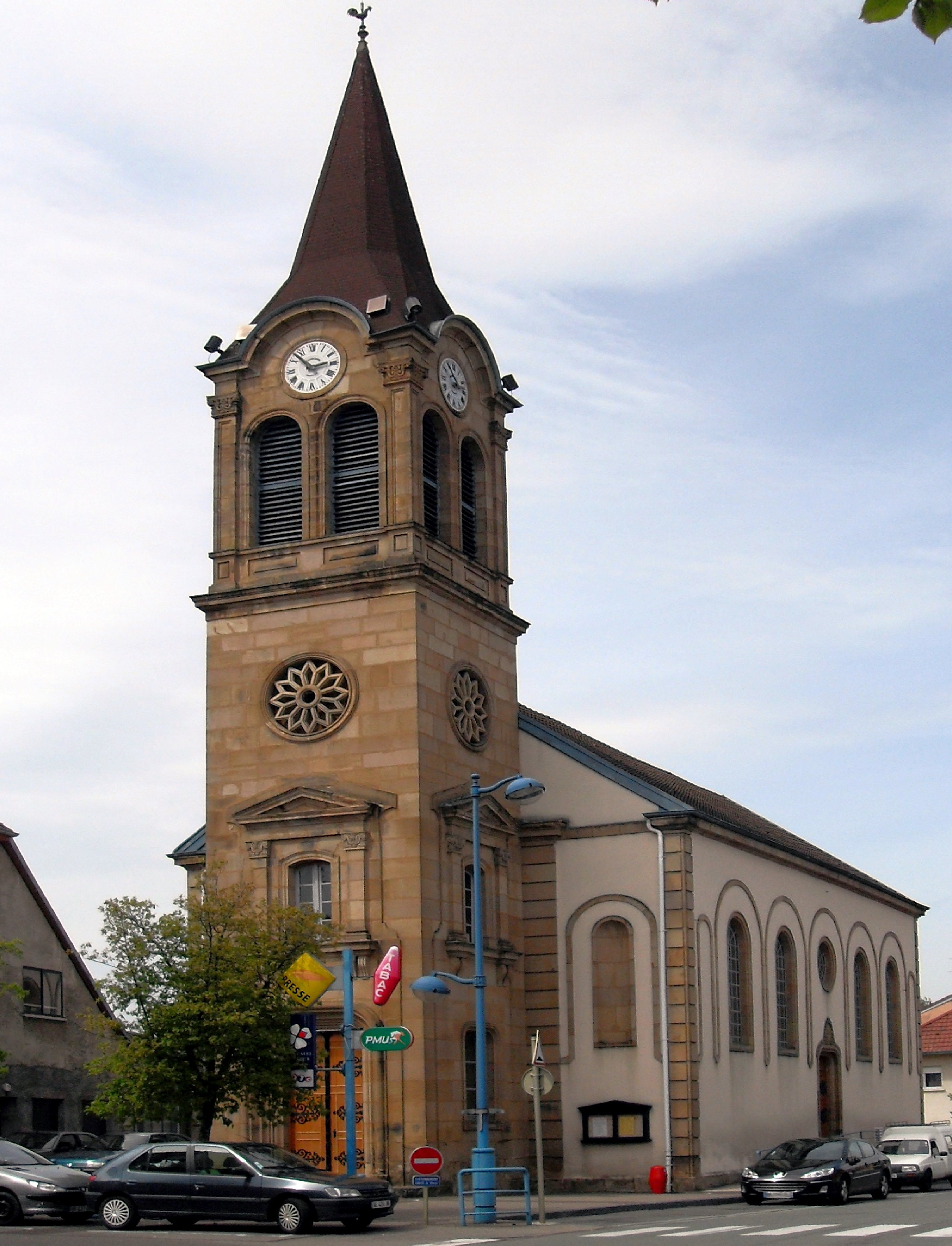
Temple luthérien.
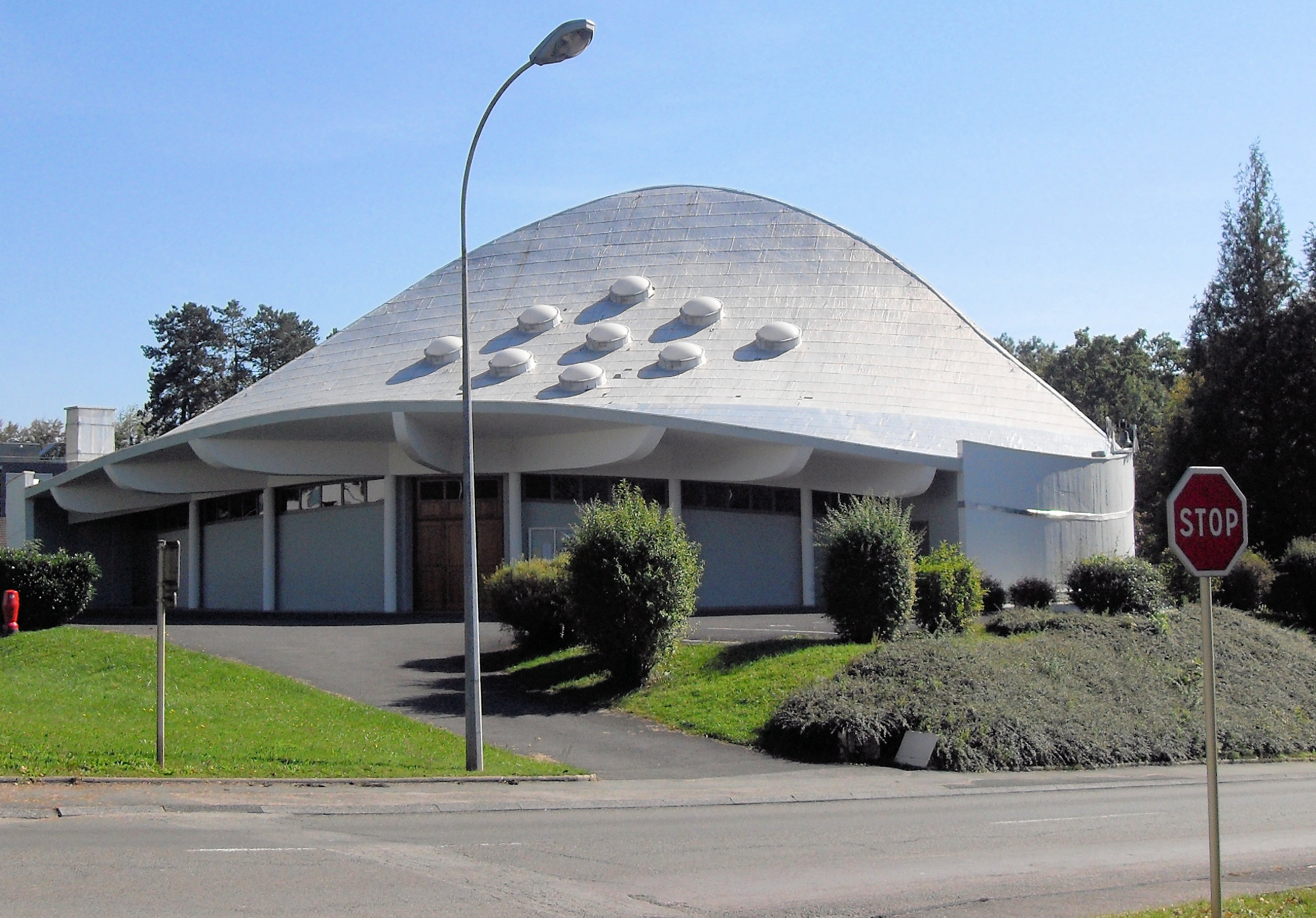
Église Saint-François-d'Assise
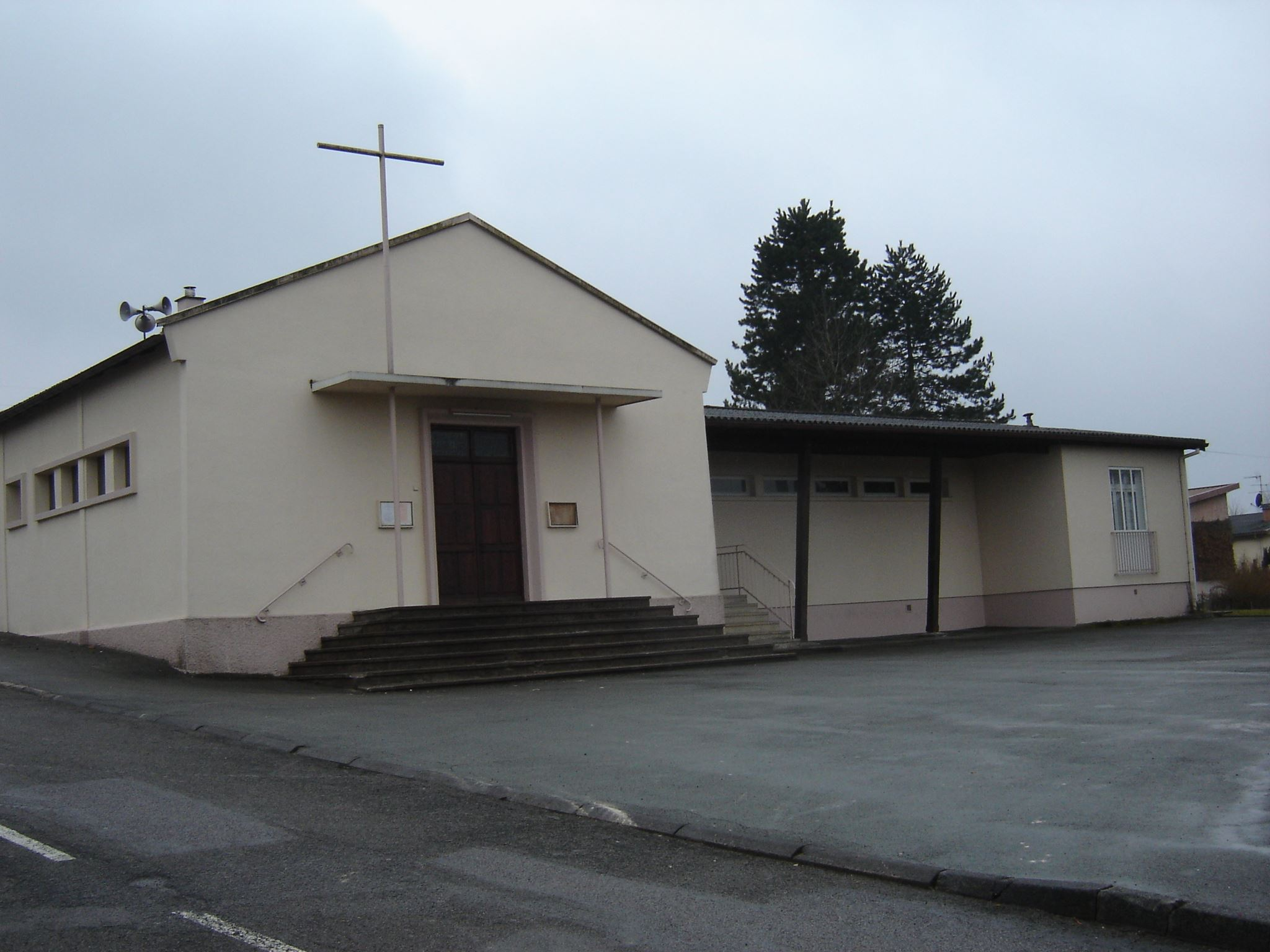
Chapelle Notre-Dame du Bon-Accueil. Construite en 1955 avant rénovation en 1971.
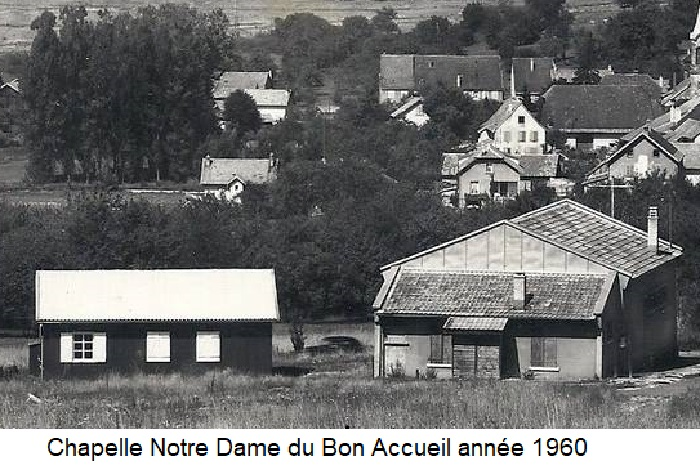
Chapelle à son origine, avant transformation en 1971.
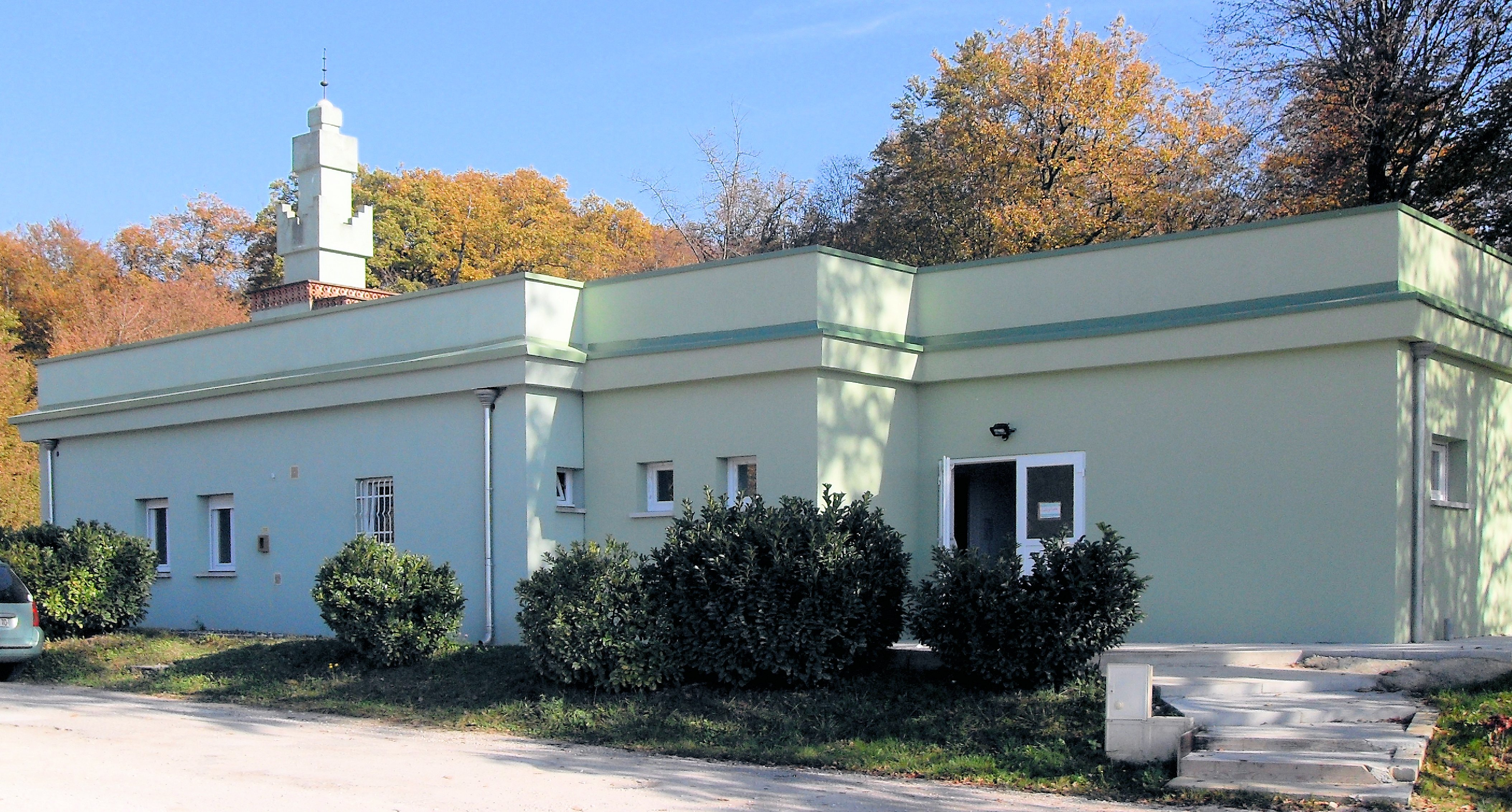
Mosquée En-Nour.

- Surplombant la commune, le fort Lachaux domine Sochaux. Construit à partir de 1874 avec celui du Mont Bart, il faisait partie de la ceinture sud de Belfort et surveillait les trouées formées par les rivières du Doubs et de la Lizaine. Aujourd'hui, il abrite un club de tir, un escape game, une association de voiture télécommandée, une ferme d'animation -Fort Lachaux Jan Ross- et est un espace vert apprécié des Charmontais. Un émetteur TNT y a été installé courant 2006.
- Le temple luthérien[27].
- L'église Saint-François-d'Assise, en forme de selle de cheval ou le devant d'un paquebot. Architecte : P. Dumas, 1966. Label Patrimoine du XXe siècle
- La chapelle Notre-Dame du Bon-Accueil au Giboulon. Inauguration  le 18 septembre 1955. Extension réalisée en 1971.
- La mosquée En-Nour construite en 2002[28].

### Héraldique[29]
| Blason de Grand-Charmont | Blason  | Écu français coupé aux chef et abime réunis d’or semé de feuilles de chêne du même or, à la biche de sable galopant à dextre (nos bois)aux cantons de pointe, dextre et senestre de sinople (nos prés) et à la pointe de gueules à deux bars d'argent adossés (Pays de Montbéliard) supporté aux côtés d'une guirlande de feuilles de chêne d'or, enlacée d'une banderole d'argent, portant de sable: Grand Charmont |
| Blason de Grand-Charmont | Détails | Le statut officiel du blason reste à déterminer. |